# Castello Lukeba
Castello Junior Lukeba (Lyon, Francia, 17 de diciembre de 2002), también conocido como Castello Jr., es un futbolista francés que juega de defensa en el R. B. Leipzig de la Bundesliga.

## Trayectoria
Integrado en la Academia del Olympique de Lyon desde 2011, firmó su primer contrato profesional con el club el 1 de julio de 2021. Debutó como profesional con el Olympique de Lyon el 7 de agosto de 2021 como titular ante el Stade Brest 29 en la primera jornada de la Ligue 1 2021-22. Jugó los 90 minutos durante el partido, pero finalmente terminó con un empate a uno. Debutó en el fútbol europeo el 25 de noviembre de 2021 en un 3-1 contra el Brøndby IF en la fase de grupos de la Liga Europa de la UEFA 2021-22. Marcó su primer gol con el club el 22 de diciembre de 2021 contra el F. C. Metz con un remate de cabeza, asistido por Rayan Cherki con un centro tras un córner.

## Selección nacional
Nacido en Francia, es de ascendencia angoleña. Decidió representar a Francia a nivel internacional y recibió su primera convocatoria en la selección de Francia sub-21 en noviembre de 2021, donde coincidió con sus compañeros de club Maxence Caqueret, Rayan Cherki y Malo Gusto.
El 17 de octubre de 2023 hizo su debut con la selección absoluta en un amistoso ante Escocia que ganaron por cuatro a uno.

## Estadísticas

### Clubes
Actualizado al último partido disputado el 26 de octubre de 2024.
| Club                         | Div.          | Temporada     | Liga  | Liga  | Copas nacionales | Copas nacionales | Copas internacionales | Copas internacionales | Total | Total |
| Club                         | Div.          | Temporada     | Part. | Goles | Part.            | Goles            | Part.                 | Goles                 | Part. | Goles |
| ---------------------------- | ------------- | ------------- | ----- | ----- | ---------------- | ---------------- | --------------------- | --------------------- | ----- | ----- |
| Olympique de Lyon II Francia | 4.ª           | 2020-21       | 7     | 0     | —                | —                | —                     | —                     | 7     | 0     |
| Olympique de Lyon II Francia | 4.ª           | 2021-22       | 2     | 0     | —                | —                | —                     | —                     | 2     | 0     |
| Olympique de Lyon II Francia | Total club    | Total club    | 9     | 0     | 0                | 0                | 0                     | 0                     | 9     | 0     |
| Olympique de Lyon Francia    | 1.ª           | 2021-22       | 24    | 2     | 0                | 0                | 6                     | 0                     | 30    | 2     |
| Olympique de Lyon Francia    | 1.ª           | 2022-23       | 34    | 2     | 4                | 0                | —                     | —                     | 38    | 2     |
| Olympique de Lyon Francia    | Total club    | Total club    | 58    | 4     | 4                | 0                | 6                     | 0                     | 68    | 4     |
| R. B. Leipzig · Alemania     | 1.ª           | 2023-24       | 32    | 2     | 2                | 0                | 7                     | 0                     | 41    | 2     |
| R. B. Leipzig · Alemania     | 1.ª           | 2024-25       | 7     | 0     | 1                | 0                | 3                     | 0                     | 11    | 0     |
| R. B. Leipzig · Alemania     | Total club    | Total club    | 39    | 2     | 3                | 0                | 10                    | 0                     | 52    | 2     |
| Total carrera                | Total carrera | Total carrera | 106   | 6     | 7                | 0                | 16                    | 0                     | 129   | 6     |

## Palmarés

### Campeonatos nacionales
| Título                | Club          | País     | Año  |
| --------------------- | ------------- | -------- | ---- |
| Supercopa de Alemania | R. B. Leipzig | Alemania | 2023 |

### Campeonatos internacionales
| Título           | Equipo               | Sede  | Año  |
| ---------------- | -------------------- | ----- | ---- |
| Juegos Olímpicos | Selección de Francia | París | 2024 |